# Lamborghini Jalpa
Lamborghini Jalpa (španělská výslovnost: ['xalpa]) je sportovní vůz vyráběný italským výrobcem automobilů Lamborghini od roku 1981 do roku 1988. Debutoval na Ženevském autosalonu v roce 1981 spolu s konceptem terénního vozu Lamborghini LM001. Jalpa byl posledním Lamborghini s motorem V8 až do SUV Urus v roce 2018.